# Réacteur nucléaire à très haute température

Schéma du VHTR.

Le réacteur nucléaire à très haute température, VHTR (en anglais : Very High Temperature Reactor) ou réacteur nucléaire à haute température, HTGR (High Temperature Gas-cooled Reactor) fait partie des six types de réacteurs sur lesquels le Forum international Génération IV porte ses efforts de recherche. Il a été choisi pour son rendement proche de 50 % et sa capacité à produire du dihydrogène sans émission de dioxyde de carbone (voir Cycle soufre-iode).

## Un réacteur de Génération IV
Le Forum international Génération IV a sélectionné les réacteurs à partir des critères suivants :
- sûreté nucléaire : le réacteur est sûr par conception[réf. nécessaire], par sa faible puissance volumique (6,5 W/cm3) et par la grande quantité de modérateur autour du combustible, celle-ci constituant un réservoir de chaleur permettant de temporiser en cas de perte de réfrigérant[réf. nécessaire] ;
- compétitivité économique[réf. nécessaire] : dans le cas du VHTR, la compétitivité n'est pas démontrée car aucun réacteur à gaz industriel n'a pour l'instant été construit. Le prix du réacteur devrait néanmoins rester faible grâce à une conception modulaire permettant une construction rapide, réduisant ainsi les frais financiers. D'autre part, la simplicité du design joue en sa faveur. Enfin, il conviendra de construire le réacteur à proximité des centres de consommations afin de réduire les coûts de transport ;
- économie de combustible et réduction du volume des déchets radioactifs ;
- résistance à la prolifération nucléaire : comme tout uranium utilisé dans les applications civiles, son enrichissement ne dépasse pas 5 %, ce qui rend son utilisation à des fins militaires impossible en l'état (une bombe nécessite un enrichissement largement supérieur). D'autre part, il est conditionné dans la particule TRISO, une bille d'un millimètre de diamètre dont le cœur en uranium est enrobé de plusieurs couches de carbone et de carbure de silicium. L'uranium doit par conséquent être séparé de ces autres composants pour pouvoir être détourné de l'utilisation prévue.

## Plusieurs modèles de réacteur
La dénomination de VHTR couvre en fait plusieurs réacteurs, dont : 
- le VTGR, une série de réacteurs de conception soviétique[réf. nécessaire];
- le GT-MHR (Gas Turbine - Modular Helium Reactor) développé par le Laboratoire national de l'Idaho ;
- le réacteur à lit de boulets ou Pebbled Bed Modular Reactor (PBMR), dont le cœur est composé de millions de billes de combustibles. L'Afrique du Sud et la Chine (centrale nucléaire de Shidao Bay) sont impliquées dans ce projet ;
- Antarès, un projet du groupe Areva ;
- RAPHAEL, un sujet de recherche européen[réf. nécessaire] ;
- StarCore HTGR, réacteur modulaire canadien de faible puissance (20 à 100 MWe) développé initialement pour fournir de l’électricité aux sites éloignés[2] et proposé pour équiper certains pays émergents[réf. nécessaire] ;
- Jimmy, un petit réacteur modulaire calogène de 20 MWth développé par la star-up française Jimmy Energy[3].